# Sarrazinière

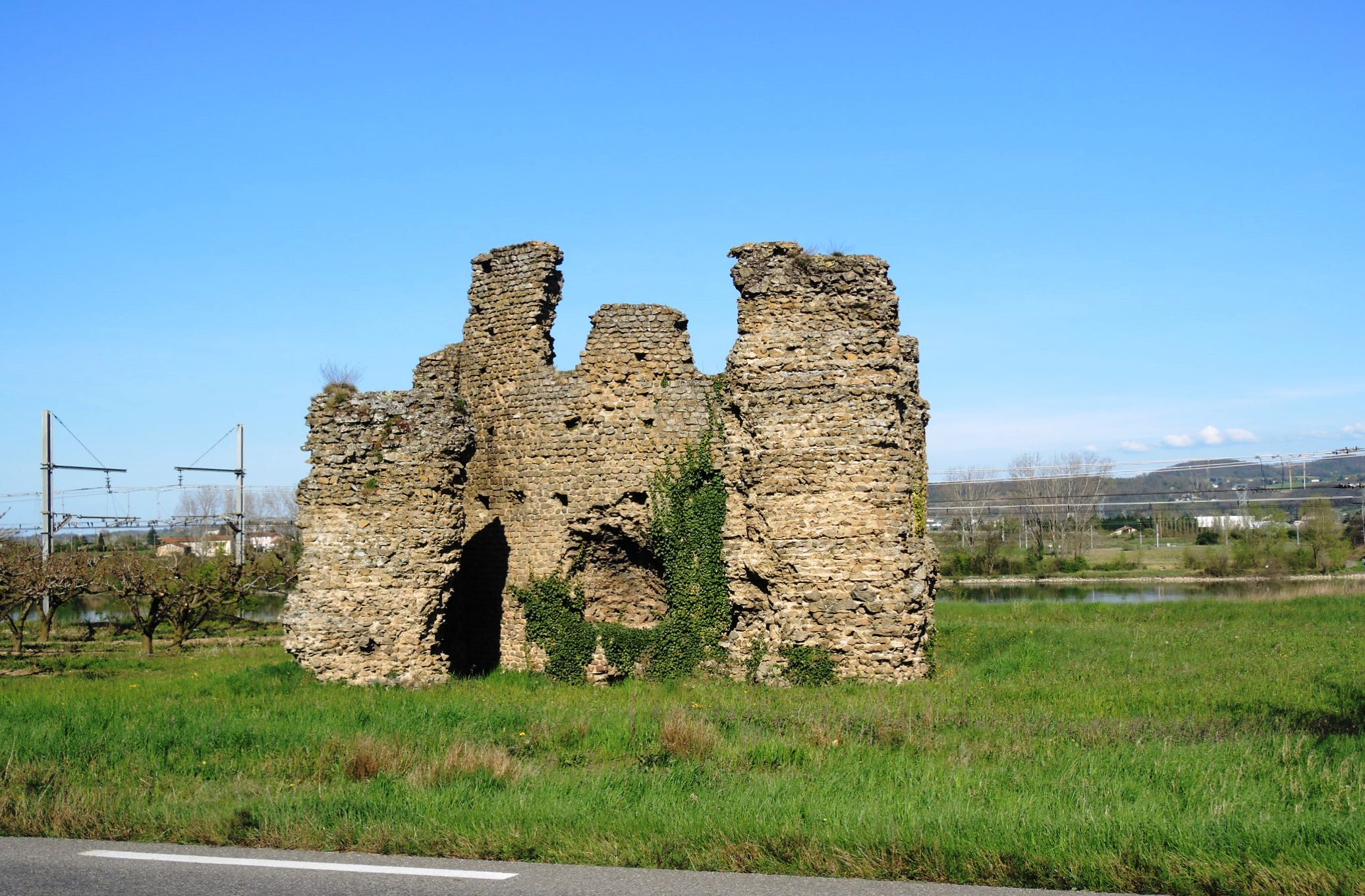
Sarrazinière (westkant) met achteraan de Rhône

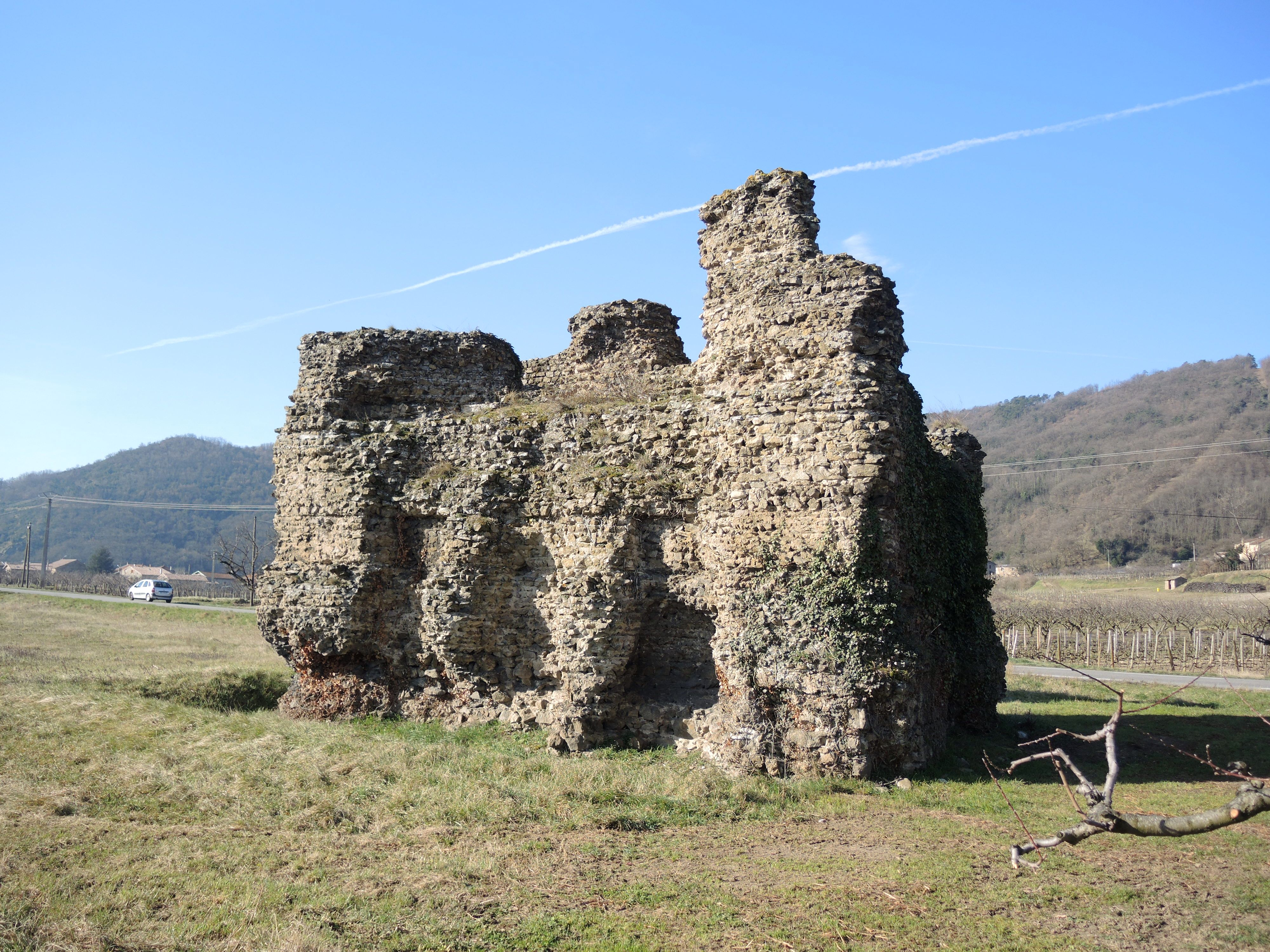
Oostkant: de kant van de Rhône

De Sarrazinière (1e eeuw) in de Franse gemeente Andance, departement Ardèche, was een Romeins mausoleum. Het bevond zich op de rechteroever van de Rhône; aan de overkant, de linkeroever, liep de heirbaan Vienna (Vienne) – Valentia (Valence). De afmetingen zijn 10 x 7 meter aan de basis en 8 meter hoogte.

## Naamgeving
De Romeinse naam van het bouwwerk is onbekend. De naam Sarrazinière komt van de vernielingen door Saracenen, meer bepaald van de Omajjaden. Dezen vielen, onder meer, tijdens de 8e eeuw binnen in het Frankisch koninkrijk Bourgondië. De tocht van de Saracenen liep stroomopwaarts de rivier de Rhône.

## Plaats
De Sarrazinière bevindt zich langs de Rhône, ten zuiden van het centrum van Andance. Het ligt geprangd tussen de spoorlijn Vienne-Valence en de Departementale weg n° 86. De Sarrazinière is in privé-handen en is niet te bezichtigen.

## Historiek
Historici zijn het erover eens dat het bouwwerk uit de 1e eeuw stamt. De functie van het gebouw was evenwel een discussiepunt. In de 19e eeuw leefde de mening dat het een monument was ter ere van de overwinning van Quintus Fabius op de Allobroges. In de 20e eeuw, vooral tijdens de opgravingen in de jaren 1970-1971, werd het gebouw als een mausoleum omschreven. Argumenten hiertoe zijn de grote holtes die als graftomben van een gegoede familie dienden. De oostkant van het gebouw, die zich richt naar de Rhône (en de oude heirweg), was de meest verfraaide kant. De oostkant bevat drie grote niches, elk 3 meter hoog, die een standbeeld moeten bevat hebben. Het gebouw had ooit een grote houten dak gehad hebben; aan de oostkant en de westkant stond een fronton. De Sarrazinière bevat geen enkele inscriptie meer. 
Sinds de 19e eeuw is het erkend als monument historique van Frankrijk.